# Macrocneme aurifera
Macrocneme aurifera là một loài bướm đêm thuộc phân họ Arctiinae, họ Erebidae.